# Hasta el cielo
Hasta el cielo es una película española de 2020 dirigida por Daniel Calparsoro y protagonizada por Miguel Herrán. En 2023 tuvo una secuela con la serie homónima de Netfilx.

## Sinopsis
El día que Ángel habló con Estrella en aquella discoteca, su vida cambió para siempre. Tras una pelea con Poli, el posesivo novio de la chica, éste le anima a unirse a una banda de atracadores que tiene en jaque a toda la policía de Madrid. Ángel comienza a escalar rápidamente en una pirámide de atracos, dinero negro, negocios turbios y abogados corruptos que le llevarán a ser acorralado por Duque, un incansable detective. Desoyendo los consejos de su gente, Ángel consigue ascender hasta convertirse en el protegido de Rogelio, uno de los tipos que controla el mercado negro de la ciudad. Con éste y Sole, hija del capo, Ángel descubrirá que el precio del poder es alto y que pronto tendrá que decidir entre su futuro como atracador y el amor de su vida, Estrella. Un viaje que empezó en el más sucio de los suburbios y que tiene como principal objetivo lo más alto: el cielo.

## Producción
El rodaje de Hasta el cielo se llevó a cabo en localizaciones de Madrid, Ibiza, A Coruña y Valencia. Dirigida por Daniel Calparsoro (Cien años de perdón), con guion de Jorge Guerricaechevarría y producida por Vaca Films (La Unidad, Quien a Hierro Mata, El Niño,  Celda 211) con la participación de RTVE, Movistar+ y Telemadrid, y con el apoyo de ICAA (Ministerio de Cultura) y Programa Media. Las ventas internacionales corren a cargo de Playtime.

## Banda sonora
La banda sonora de la película ha sido compuesta por Carlos Jean, y en ella se combinan ritmos electrónicos y urbanos con temas de C.Tangana o el nuevo sencillo de DJ Nano, “El Tridente (feat. Costa)”.

## Reparto
- Miguel Herrán como Ángel
- Luis Tosar como Rogelio
- Carolina Yuste como Estrella
- Asia Ortega como Sole
- Patricia Vico como Mercedes
- Fernando Cayo como Duque
- César Mateo como Fernando
- Ayax Pedrosa como Motos

## Taquilla
La película recaudó 351.102€ de 318 cines en su primer fin de semana de estreno. En su segundo fin de semana se mantuvo estable consiguiendo 332.081€ más, teniendo a partir de ese momento una bajada normal en taquilla con el paso de las semanas, hasta conseguir un total de 2.099.405€ en total en su recaudación en cines.